# Contracte d'agència
El contracte d'agència és el contracte en virtut del qual una persona natural o jurídica (l'agent) assumeix de forma estable i permanent l'encàrrec de promoure, en nom i per compte d'altri i a canvi d'una retribució, la conclusió de contractes com a intermediari independent, sense assumir-ne, tret de pacte en contra, el risc.
Inicialment un contracte atípic, a Espanya la promulgació de la Llei 12/1992 sobre el Contracte d'Agència (LCA) va suposar la tipificació d'aquest contracte a l'ordenament jurídic espanyol. Aquesta llei va transposar la Directiva europea 86/653/CEE de 18 de desembre de 1986. Aquesta directiva comunitària és una síntesi de diverses concepcions jurídiques, com ara l'anglosaxona, però amb predomini del dret alemany, que fou el primer a regular aquest contracte. La LCA completa les normes de la directiva i ha de ser interpretada de conformitat amb aquesta.

## La seva regulació en dret espanyol
L'agent és, d'acord amb l'article 1 de la LCA, un intermediari independent. És doncs, un subjecte diferent del representant o viatjant de comerç, ja que aquest està vinculat per una relació laboral amb l'empresari i generalment no pot organitzar la seva activitat professional ni el temps dedicat a la mateixa conforme als seus propis criteris. Com a conseqüència d'aquest caràcter d'intermediari independent, el contracte que uneix agent i empresari és mercantil, presumint la LCA que l'agent persona física és comerciant i si fos una societat, societat mercantil.
L'activitat de l'agent consisteix a promoure o concloure, personalment o mitjançant els seus dependents, els actes o operacions de comerç que li haguessin estat encomanats per l'empresari, davant del qual respondrà personalment, no només per la seva pròpia activitat, sinó també per la dels seus dependents.
Tret de pacte en contrari, l'agent pot dur a terme la seva activitat per compte d'un o més empresaris, essent possible un pacte d'exclusiva en favor de només un. Això sí, l'agent necessitarà el consentiment de l'empresari amb el qual hagi subscrit un contracte d'agència per a exercir per compte propi o d'un tercer una activitat professional relacionada amb béns o serveis de naturalesa anàloga i concurrents amb els béns o serveis objecte del contracte inicial.
El contracte d'agència és consensual i necessàriament retribuït.

### Obligacions de l'agent
Les seves obligacions estan presidides pel deure genèric d'actuar de forma lleial i de bona fe, tot vetllant pels interessos de l'empresari per compte del qual actua. A més a més i en virtut d'allò establert a l'article 9.2 de la LCA, l'agent estarà obligat a:
- Ocupar-se de la promoció i, si s'escau, també de la conclusió dels actes o operacions que li haguessin encomanat.
- Comunicar a l'empresari la informació que tingui relativa a la solvència dels tercers amb els quals existeixin operacions pendents de conclusió o execució.
- Desenvolupar la seva activitat atenent les instruccions que rebi del principal, sempre que no afectin a la seva independència.
- Rebre en nom de l'empresari qualsevol mena de reclamació de tercers sobre defectes o vicis de qualitat o quantitat dels béns venuts i dels serveis prestats a conseqüència de les operacions promogudes, encara que no les hagués conclòs.
- Dur una comptabilitat independent dels actes o operacions relatius a cadascun dels empresaris per compte dels quals treballi.

### Obligacions de l'empresari
L'empresari o principal també està obligat a actuar d'acord amb el deure genèric de lleialtat i bona fe. Així mateix, l'article 10 de la LCA estableix tot un seguit d'obligacions més concretes:
- Posar a disposició de l'agent, amb l'antelació suficient i en la quantitat apropiada, els mostraris, catàlegs, tarifes i altres documents necessaris per a l'exercici de la seva activitat professional.
- Procurar a l'agent totes les informacions necessàries per a l'execució del contracte d'agència i, en particular, fer-li saber quan prevegi que el volum d'actes o operacions serà sensiblement inferior al que l'agent hagués pogut esperar.
- Satisfer la remuneració pactada d'acord amb el sistema escollit, que podrà consistir en una quantitat fixa, en una comissió, normalment pactada en funció del volum de vendes, o en una combinació d'ambdues. La remuneració és un element essencial del contracte, per la qual cosa, en defecte de pacte, la retribució es fixarà d'acord amb els usos de la plaça on l'agent desenvolupi la seva activitat i, a manca d'aquests, correspondrà al jutge establir la retribució que consideri raonable.
- En el termini de quinze dies, l'empresari haurà de comunicar a l'agent l'acceptació o el rebuig de l'operació comunicada. Així mateix haurà de comunicar a l'agent, en el termini més breu possible, tenint en compte la naturalesa de l'operació, l'execució, l'execució parcial o la falta d'execució d'aquesta.

### Prohibició de competència
Entre les estipulacions del contracte d'agència, les parts podran incloure una restricció o limitació de les activitats professionals a desenvolupar per part de l'agent un cop extingit el contracte, amb la qual cosa, s'estenen els seus efectes una vegada finalitzat.
El pacte de limitació de competència no podrà tenir una durada superior a dos anys a comptar des de l'extinció del contracte d'agència. Si el contracte d'agència s'hagués pactat per un temps menor, el pacte de limitació de competència no podrà tenir una durada superior a un any.
Perquè aquest pacte sigui vàlid, l'article 21 de la LCA estableix una sèrie de requisits:
- Haurà de recollir-se per escrit.
- Només podrà estendre's a la zona geogràfica o a aquesta i al grup de persones confiades a l'agent.
- Només podrà afectar la classe de béns o de serveis objecte dels actes o operacions promoguts o conclosos per l'agent.

### Extinció del contracte
Tal com estableix l'article 23 de la LCA, el contracte d'agència es podrà pactar per temps determinat o indefinit. En cas que no s'hagués fixat una durada determinada, s'entendrà que el contracte ha estat pactat per temps indefinit.
El contracte per temps definit s'extingirà pel compliment del termini pactat. No obstant això, els contractes que continuïn sent executats per ambdues parts després de transcorregut el termini inicialment previst seran considerats com a contractes de durada indefinida.
Quant al contracte per temps indefinit, l'article 25 de la LCA estableix que s'extingirà per la denúncia unilateral de qualsevol de les dues parts mitjançant preavís per escrit. El termini de preavís serà d'un mes per cada any de vigència del contracte, amb un màxim de sis mesos. Si el contracte d'agència hagués estat vigent per un període inferior a un any, el termini de preavís serà d'un mes.
Les parts podran pactar majors terminis de preavís, sense que el termini per al preavís de l'agent pugui ser inferior a l'establert per al preavís de l'empresari.
No caldrà preavís en cas d'incompliment total o parcial per l'altra part de les seves obligacions legals o contractuals o en cas que sigui declarada en concurs. En aquests casos, s'entén que el contracte finalitza en el moment de la recepció de la notificació escrita en què consti la voluntat de donar-lo per extingit i la causa de l'extinció.
Tampoc caldrà preavís en cas de mort o declaració de defunció de l'agent. Sí, en canvi, donat cas que el difunt sigui l'empresari, els hereus del qual hauran de respectar el preavís establert si volen donar per finalitzat el contracte.

#### Indemnitzacions
L'agent, en cas de denúncia té dret a dues classes d'indemnització: la indemnització per clientela i la indemnització per danys i perjudicis.
L'acció per a exigir totes dues indemnitzacions prescriu a l'any, a comptar des de l'extinció del contracte. Per a interrompre la prescripció és vàlida tant la reclamació judicial com l'extrajudicial.

##### Indemnització per clientela
Quan s'extingeixi el contracte d'agència, sigui per temps determinat o indefinit, l'agent que hagués aportat nous clients a l'empresari o incrementat sensiblement les operacions amb la clientela preexistent, tindrà dret a una indemnització si la seva activitat anterior pot continuar produint avantatges substancials a l'empresari i resulta equitativament procedent per l'existència de pactes de limitació de competència, per les comissions que perdi o per les altres circumstàncies que concorrin.
El dret a la indemnització per clientela existeix també en el cas que el contracte s'extingeixi per mort o declaració de defunció de l'agent.
La indemnització no podrà excedir, en cap cas, de l'import mitjà anual de les remuneracions percebudes per l'agent durant els últims cinc anys o, durant tot el període de durada del contracte, si aquest fos inferior.

##### Indemnització per danys i perjudicis
Sens perjudici de la indemnització per clientela, l'empresari que denunciï unilateralment el contracte d'agència de durada indefinida vindrà obligat a indemnitzar els danys i perjudicis que l'extinció anticipada hagi causat a l'agent, sempre que la mateixa no permeti l'amortització de les despeses que l'agent, instruït per l'empresari, hagi realitzat per a l'execució del contracte.

##### Supòsits d'inexistència del dret a la indemnització
D'acord amb l'article 30 de la LCA, l'agent no tindrà dret a la indemnització per clientela o per danys i perjudicis en els següents supòsits: 
- Quan l'empresari hagués extingit el contracte per l'incompliment de les obligacions legals o contractuals establertes a càrrec de l'agent.
- Quan l'agent hagués denunciat el contracte, tret que la denúncia tingués com a causa circumstàncies imputables a l'empresari, o es basés en l'edat, la invalidesa o la malaltia de l'agent i no pogués exigir-se-li raonablement la continuïtat de les seves activitats.
- Quan, amb el consentiment de l'empresari, l'agent hagués cedit a un tercer els drets i les obligacions dels quals era titular en virtut del contracte d'agència.